# Уолдпорт (град, Орегон)
Уолдпорт (на английски: Waldport) е град в окръг Линкълн, щата Орегон, САЩ. Уолдпорт е с население от 2050 жители (2000) и обща площ от 6,7 km². Намира се на 3,7 m надморска височина. ЗИП кодът му е 97394, а телефонният му код е 541.